# Knetschberg
Knetschberg är ett berg i Antarktis. Det ligger i Östantarktis. Nya Zeeland gör anspråk på området. Toppen på Knetschberg är 1 517 meter över havet.
Terrängen runt Knetschberg är bergig söderut, men norrut är den kuperad. Trakten är obefolkad. Det finns inga samhällen i närheten.